# 20476 Chanarich
20476 Chanarich (1999 NH12) là một tiểu hành tinh vành đai chính được phát hiện ngày 13 tháng 7 năm 1999 bởi nhóm nghiên cứu tiểu hành tinh gần Trái Đất phòng thí nghiệm Lincoln ở Socorro.